# Barbara Guarischi
Barbara Guarischi   (Ponte San Pietro, 10 de febrer de 1990) és una ciclista italiana professional des del 2010, actualment a l'equip SD Worx. Ha aconseguit una medalla d'or al Campionat del Món en Contrarellotge per equips.

## Palmarès
- 2014
  - Vencedora d'una etapa a la Ruta de França
  - Vencedora d'una etapa al Trofeu d'Or
- 2015
  -  Campiona del món en contrarellotge per equips
  - 1a al Sparkassen Giro Bochum
  - 1a a la RideLondon-Classique
  - Vencedora d'una etapa al Giro d'Itàlia
- 2016
  - 1a a l'Omloop van Borsele
- 2019
  - Vencedora d'una etapa a la Volta a Turíngia
- 2022
  - Campiona dels Jocs Mediterranis en ruta
- 2023
  - Vencedora d'una etapa a la Volta a Turíngia
- 2024
  - Vencedora d'una etapa a la Simac Ladies Tour
- 2025
  - Vencedora d'una etapa a la Baloise Ladies Tour

### Resultats a les Grans Voltes

#### Giro d'Itàlia
- 2010: abandona a la 8a etapa
- 2012: no surt a la 7a etapa
- 2013: 67a posició
- 2014: 75a posició
- 2015: 84a posició, vencedora de la 1a etapa
- 2023: 101a posició
- 2024: 100a posició
- 2025: abandona a la 7a etapa

#### Tour de França
- 2024: abandona a la 7a etapa

#### Vuelta a Espanya
- 2024: 95a posició